# Liste der Mitglieder der American Academy of Arts and Sciences/1791
Im Jahr 1791 wählte die American Academy of Arts and Sciences 13 Personen zu ihren Mitgliedern.

## Neugewählte Mitglieder
- Charles Bulfinch (1763–1844)
- John Singleton Copley (1738–1815)
- John Cranch (1751–1821)
- Samuel Dexter (1726–1810)
- Alexander Hamilton (1757–1804)
- William Paine (1750–1833)
- John Pickering (1737–1805)
- Nathan Read (1759–1849)
- Increase Sumner (1746–1799)
- Samuel Tenney (1748–1816)
- John Trumbull (1750–1831)
- John Trumbull (1756–1843)
- Benjamin West (1738–1820)